# Richard Reid
Pour les articles homonymes, voir Reid.
Richard Colvin Reid, né le 12 août 1973 à Bromley (Grand Londres), citoyen britannique, se décrit lui-même comme un terroriste lié au mouvement Al-Qaïda. Le 22 décembre 2001, il tente de commettre un attentat sur un vol d'American Airlines et est condamné à la prison à vie.

## Présentation
Sa mère est anglaise et son père jamaïcain. Délinquant, il se convertit à l'islam en prison.  
Il est arrêté le 22 décembre 2001 pour avoir essayé de faire exploser le vol 63 d'American Airlines reliant Paris à Miami en y embarquant des explosifs dissimulés dans ses chaussures (d'où son surnom Shoe bomber). Ayant eu des difficultés à allumer la mèche avec des allumettes, il est neutralisé par ses voisins (le journaliste français Thierry Dugeon était présent) et une hôtesse de l'air. Saajit Badat devait prendre et faire exploser en vol un avion à destination des États-Unis le même jour, mais renonça à la dernière minute. 
Il est condamné le 30 janvier 2003 à trois peines de prison à vie plus 110 ans, sans possibilité de libération conditionnelle et est incarcéré à la prison de très haute sécurité d'ADX Florence, où il est enfermé 23 heures par jour dans une cellule de 7 m2, sous le contrôle permanent d'une caméra. Il n'a aucun contact avec les autres détenus et ne sort qu'une heure par jour de sa cellule pour faire des exercices dans une cour fermée.
À la suite de cette affaire, les briquets ont été interdits sur les vols vers les États-Unis, tout comme ceux en partance de ce pays, à partir d'avril 2005. Cette interdiction est levée le 4 août 2007, a annoncé l'agence de sécurité des transports en juillet 2007.